# Liste des maires de Saint-Maximin-la-Sainte-Baume
 (août 2024).
Si vous disposez d'ouvrages ou d'articles de référence ou si vous connaissez des sites web de qualité traitant du thème abordé ici, merci de compléter l'article en donnant les références utiles à sa vérifiabilité et en les liant à la section « Notes et références ».
Cet article dresse la liste, par ordre chronologique, des mandats des maires de la commune française de Saint-Maximin-la-Sainte-Baume, située dans les département du Var et région de Provence-Alpes-Côte d'Azur.

## Liste des maires

### De 1789 à 1944
| Période                                  | Période                    | Identité                                         | Étiquette | Qualité                                                                   |
| ---------------------------------------- | -------------------------- | ------------------------------------------------ | --------- | ------------------------------------------------------------------------- |
| Les données manquantes sont à compléter. |                            |                                                  |           |                                                                           |
| 1789                                     | 1790                       | Joseph-Pierre-Marc de Benoît                     |           | propriétaire                                                              |
| 1790                                     | 1791                       | François-Philippe Malherbe                       |           | notaire                                                                   |
| 1791                                     | 1792                       | François Fabre                                   |           |                                                                           |
| 1792                                     | 1793                       | Marc-Pierre Audiffren                            |           |                                                                           |
| 1793                                     | 1794                       | Jean-Louis Abbe                                  |           |                                                                           |
| 1794                                     | 1794                       | André-Mélanie-Hilarion Ricard                    |           | capitaine de cavalerie en retraite                                        |
| 1794                                     | 1794                       | Jean-Baptiste-Joachim Martin                     |           | notaire                                                                   |
| 1794                                     | 1795                       | Honoré Rostan                                    |           |                                                                           |
| 1795                                     | 1795                       | Maximin Gerbe                                    |           |                                                                           |
| 1795                                     | 1795                       | Jean-François Laugier                            |           |                                                                           |
| 1795                                     | 1795                       | Jean-Joseph Canton                               |           |                                                                           |
| 1795                                     | 1797                       | Jacques Gasquet                                  |           |                                                                           |
| 1799                                     | août 1802                  | Pierre-Jean-Baptiste Fresquière                  |           |                                                                           |
| août 1802                                | janvier 1813               | Jean-Baptiste-Joachim Martin                     |           | notaire                                                                   |
| janvier 1813                             | 1816                       | Joseph-Bruno de Gasquet de Valette de Villeneuve |           |                                                                           |
| avril 1816                               | mai 1818                   | Louis Rostan                                     |           | avocat                                                                    |
| mai 1818                                 | 1821                       | Augustin Marie Sudre                             |           |                                                                           |
| 1821                                     | août 1822                  | Joseph-Amédée Imbert                             |           | propriétaire                                                              |
| août 1822                                | septembre 1830             | Hippolyte Rostan                                 |           |                                                                           |
| septembre 1830                           | 1835                       | Jean Joseph Antoine Madon (1784-1868)            |           | propriétaire, conseiller général du canton de Saint-Maximin (1833 → 1845) |
| 1835                                     | 1840                       | André Boyer                                      |           | employé des contributions directes en retraite                            |
| septembre 1840                           | 1841                       | Joseph Bonaventure de Martin                     |           | notaire                                                                   |
| 1841                                     | 1848                       | Amable Magloire Moutte                           |           |                                                                           |
| août 1848                                | septembre 1849 (démission) | Louis Rostan                                     |           | avocat et archéologue                                                     |
| 1849                                     | 1859                       | Jean Joseph Justinien Honnorat                   |           |                                                                           |
| 1859                                     | 1865                       | Jean Baptiste Hilarion Boyer                     |           |                                                                           |
| 1865                                     | juin 1868                  | Étienne Adrien Justinien Xavier Ricard           |           |                                                                           |
| juin 1868                                | mars 1874                  | Pierre-César Gasq                                |           | horloger                                                                  |
| mars 1874                                | 1876                       | Louis Rostan                                     |           | avocat et archéologue                                                     |
| 1876                                     | 1885                       | Joseph Vital Fabre                               |           | propriétaire                                                              |
| 1885                                     | 1896                       | Lazare-Célestin Baptiste                         |           | marchand de chaussures                                                    |
| 1896                                     | 1903                       | Joseph-Félix Gasq                                |           | ancien bijoutier, rentier                                                 |
| 1903                                     | 1910                       | Antoine Louis Jean Baptiste Martin               |           |                                                                           |
| 1910                                     | 1912                       | François Alfred Cairety                          |           |                                                                           |
| 1912                                     | 1919                       | Stanislas Fabre                                  | Rad.      | médecin, conseiller général du canton de Saint-Maximin (1892 → 1919)      |
| 1919                                     | 1929 (décès)               | Lucien Féraud                                    | Rad.      | conseiller général du canton de Saint-Maximin (1919 → 1929)               |
| 1929                                     | 1935                       | Louis Giraud                                     |           |                                                                           |
| 1935                                     | 1944                       | Jean Baptiste François Florent                   |           |                                                                           |
| Les données manquantes sont à compléter. |                            |                                                  |           |                                                                           |

### Depuis 1944
Depuis la Libération, onze maires se sont succédé à la tête de la commune.
| Période       | Période                  | Identité                    | Étiquette    | Qualité |
| ------------- | ------------------------ | --------------------------- | ------------ | --- |
| août 1944     | octobre 1947             | Adrien Paul Bertin          |              | président de la délégation municipale, élu en 1945 |
| octobre 1947  | mai 1953                 | Jean Porte                  |              | |
| mai 1953      | mars 1959                | Jean Marie Florent          |              | |
| mars 1959     | mars 1977                | Paul Barles                 | DVG puis PS  | conseiller général du canton de Saint-Maximin (1955 → 1985), réélu en 1965 et 1971 |
| mars 1977     | mars 1989                | Émile Olivier               | PS           | régisseur d’un domaine viticole, conseiller général du canton de Saint-Maximin (1985 → 1998), réélu en 1983                                                                                            |
| mars 1989     | avril 1993               | Lucien Ginot                | PS           | |
| avril 1993    | juin 1995                | Émile Olivier               | UDF          | régisseur d’un domaine viticole, conseiller général du canton de Saint-Maximin (1985 → 1998) |
| juin 1995     | octobre 2002 (démission) | Horace Lanfranchi           | UDF puis UMP | enseignant, conseiller général du canton de Saint-Maximin (1998 → 2015), président du conseil général du Var (2002 → 2015), président de la CC de Sainte-Baume Mont-Aurélien (? → 2008), réélu en 2001 |
| octobre 2002  | mars 2008                | Gabriel Rinaudo             | UMP          | président de la CC Sainte-Baume Mont-Aurélien (2008 → 2014) |
| mars 2008     | mars 2014                | Alain Pénal                 | UMP          | décédé en fonction |
| mars 2014     | octobre 2017             | Christine Lanfranchi Dorgal | UMP-LR       | attachée territoriale, sénatrice du Var (2017 → ), présidente de la CC Sainte-Baume Mont-Aurélien (2014 → 2016)                                                                                        |
| novembre 2017 | juillet 2020             | Horace Lanfranchi           | LR           | retraité de l'enseignement, ancien président du conseil général du Var (2002 → 2015) |
| juillet 2020  | en cours ...             | Alain Decanis               | ?            | ? |

## Conseil municipalactuel[Quand?]
Les 33 sièges composant le conseil municipal ont été pourvus au second tour de scrutin. Lors de son installation, sa composition était la suivante.

## Résultats des élections municipales
Depuis 1983, l'élection des conseillers municipaux s'effectue au scrutin majoritaire plurinominal à deux tours. Avant cette date, elle se déroulait au scrutin de liste avec panachage.

### Élection municipale de 2020
| Tête de liste | Tête de liste               | Liste             | Premier tour | Premier tour | Second tour | Second tour | Sièges | Sièges |
| Tête de liste | Tête de liste               | Liste             | Voix         | %            | Voix        | %           | CM     | CC     |
| ------------- | --------------------------- | ----------------- | ------------ | ------------ | ----------- | ----------- | ------ | ------ |
|               | Christine Lanfranchi Dorgal | DVD               | 1 592        | 27,92        |             |             |        |        |
|               | Alain Decanis               | DVG               | 1 541        | 27,03        |             |             |        |        |
|               | Vesselina Garello           | LREM, sout. Modem | 948          | 16,62        |             |             |        |        |
|               | Fabrice Albert              | DVD               | 693          | 12,15        |             |             |        |        |
|               | Véronique Guérin            | DVD               | 348          | 6,10         |             |             |        |        |
|               | Bernard Machat              | DEXD              | 304          | 5,33         |             |             |        |        |
|               | Patrice Russo               | DVD               | 275          | 4,82         |             |             |        |        |
|               |                             |                   |              |              |             |             |        |        |
| Inscrits      | Inscrits                    | Inscrits          | 14 106       | 100,00       |             | 100,00      |        |        |
| Abstentions   | Abstentions                 | Abstentions       | 8 235        | 58,38        |             |             |        |        |
| Votants       | Votants                     | Votants           | 5 871        | 41,62        |             |             |        |        |
| Blancs        | Blancs                      | Blancs            | 67           | 1,14         |             |             |        |        |
| Nuls          | Nuls                        | Nuls              | 103          | 1,75         |             |             |        |        |
| Exprimés      | Exprimés                    | Exprimés          | 5 701        | 97,10        |             |             |        |        |

### Élection municipale de 2014
| Tête de liste  | Tête de liste               | Liste          | Premier tour | Premier tour | Second tour | Second tour | Sièges | Sièges |
| Tête de liste  | Tête de liste               | Liste          | Voix         | %            | Voix        | %           | CM     | CC     |
| -------------- | --------------------------- | -------------- | ------------ | ------------ | ----------- | ----------- | ------ | ------ |
|                | Christine Lanfranchi Dorgal | UMP            | 2 524        | 31,87        | 3 496       | 42,43       | 24     | 7      |
|                | Alain Decanis               | DVG            | 2 417        | 30,52        | 3 317       | 40,25       | 6      | 2      |
|                | Gilles Perez                | FN             | 1 661        | 20,97        | 1 426       | 17,30       | 3      | 1      |
|                | Jean-François Bart          | DVD            | 1 317        | 16,63        |             |             |        |        |
|                |                             |                |              |              |             |             |        |        |
| Inscrits       | Inscrits                    | Inscrits       | 12 597       | 100,00       | 12 592      | 100,00      |        |        |
| Abstentions    | Abstentions                 | Abstentions    | 4 482        | 35,58        | 4 145       | 32,92       |        |        |
| Votants        | Votants                     | Votants        | 8 115        | 64,42        | 8 447       | 67,08       |        |        |
| Blancs et nuls | Blancs et nuls              | Blancs et nuls | 196          | 2,42         | 208         | 2,46        |        |        |
| Exprimés       | Exprimés                    | Exprimés       | 7 919        | 97,58        | 8 239       | 97,54       |        |        |

### Élection municipale de 2008
| Tête de liste  | Tête de liste  | Liste          | Premier tour | Premier tour | Second tour | Second tour | Sièges | Sièges |
| Tête de liste  | Tête de liste  | Liste          | Voix         | %            | Voix        | %           | CM     |        |
| -------------- | -------------- | -------------- | ------------ | ------------ | ----------- | ----------- | ------ | ------ |
|                | Alain Pénal    | UMP            | 2 829        | 41,19        | 3 523       | 52,62       | 25     |        |
|                | Alain Decanis  | DVG            | 1 371        | 19,96        | 3 172       | 47,38       | 8      |        |
|                | Jean Ciantar   | DVD            | 1 037        | 15,10        |             |             |        |        |
|                | Marc Basacco   | PS             | 847          | 12,33        |             |             |        |        |
|                | Georges Anfré  | DVG            | 785          | 11,43        |             |             |        |        |
|                |                |                |              |              |             |             |        |        |
| Inscrits       | Inscrits       | Inscrits       | 10 866       | 100,00       | 10 861      | 100,00      |        |        |
| Abstentions    | Abstentions    | Abstentions    | 3 819        | 35,15        | 3 896       | 35,87       |        |        |
| Votants        | Votants        | Votants        | 7 047        | 64,85        | 6 965       | 64,13       |        |        |
| Blancs et nuls | Blancs et nuls | Blancs et nuls | 178          | 2,52         | 270         | 3,88        |        |        |
| Exprimés       | Exprimés       | Exprimés       | 6 869        | 97,47        | 6 695       | 96,12       |        |        |

### Élection municipale de 2001
|                          | Horace Lanfranchi* | UDF            | 2 952        | 58,66        |  |  |  |  |
|                          | Jean Rosio         | PS             | 1 526        | 30,33        |  |  |  |  |
|                          | Philippe Raignault | Les Verts      | 554          | 11,0         |  |  |  |  |
|                          |                    |                |              |              |  |  |  |  |
| Inscrits                 | Inscrits           | Inscrits       | ?[Combien ?] | 100,00       |  |  |  |  |
| Abstentions              | Abstentions        | Abstentions    | ?[Combien ?] |              |  |  |  |  |
| Votants                  | Votants            | Votants        | ?[Combien ?] |              |  |  |  |  |
| Blancs et nuls           | Blancs et nuls     | Blancs et nuls | ?[Combien ?] |              |  |  |  |  |
| Exprimés                 | Exprimés           | Exprimés       | 5 032        | ?[Combien ?] |  |  |  |  |
| * Liste du maire sortant |                    |                |              |              |  |  |  |  |

### Élection municipale de 1995
| Tête de liste  | Tête de liste       | Liste          | Premier tour | Premier tour | Second tour  | Second tour | Sièges | Sièges |
| Tête de liste  | Tête de liste       | Liste          | Voix         | %            | Voix         | %           | CM     |        |
| -------------- | ------------------- | -------------- | ------------ | ------------ | ------------ | ----------- | ------ | ------ |
|                | Horace Lanfranchi   | UDF            | 1 874        | 41,03        |              |             | 22     |        |
|                | Jean-Louis Filippi  | RPR            | 968          | 21,19        |              |             | 3      |        |
|                | Marc Basacco        | DVG            | 587          | 12,85        |              |             | 2      |        |
|                | Daniel Saint-German | PS             | 571          | 12,50        |              |             | 1      |        |
|                | Jean Charles Pipino | ECO            | 567          | 12,41        |              |             | 1      |        |
|                |                     |                |              |              |              |             |        |        |
| Inscrits       | Inscrits            | Inscrits       | 7 108        | 100,00       | ?[Combien ?] |             |        |        |
| Abstentions    | Abstentions         | Abstentions    | 2 248        | 31,62        | ?[Combien ?] |             |        |        |
| Votants        | Votants             | Votants        | 4 860        | 68,37        | ?[Combien ?] |             |        |        |
| Blancs et nuls | Blancs et nuls      | Blancs et nuls | 293          | 4,12         | ?[Combien ?] |             |        |        |
| Exprimés       | Exprimés            | Exprimés       | 4 567        | 64,25        | ?[Combien ?] |             |        |        |

### Élection municipale partielle de 1993
| Tête de liste  | Tête de liste       | Liste       | Premier tour | Premier tour | Second tour  | Second tour | Sièges | Sièges |
| Tête de liste  | Tête de liste       | Liste       | Voix         | %            | Voix         | %           | CM     |        |
| -------------- | ------------------- | ----------- | ------------ | ------------ | ------------ | ----------- | ------ | ------ |
|                | Émile Olivier       | UDF         | ?[Combien ?] | 49,88        | 2 312        | 57,69       | 23     |        |
|                | Lucien Ginot        | DVG         | ?[Combien ?] | 28,47        | ?[Combien ?] | 34,86       | 5      |        |
|                | Marc Gauché         | PS          | ?[Combien ?] | 11,85        | ?[Combien ?] | 7,53        | 1      |        |
|                | Jean Charles Pipino | ECO         | ?[Combien ?] | 9,80         |              |             |        |        |
|                |                     |             |              |              |              |             |        |        |
| Inscrits       | Inscrits            | Inscrits    | 6 483        | 100,00       | ?[Combien ?] |             |        |        |
| Abstentions    | Abstentions         | Abstentions | 2 348        | 36,22        | ?[Combien ?] |             |        |        |
| Votants        | Votants             | Votants     | 4 135        | 63,78        | ?[Combien ?] | 64,89       |        |        |
| Blancs et nuls |                     |             |              |              |              |             |        |        |
| Exprimés       | Exprimés            | Exprimés    | ?[Combien ?] |              |              |             |        |        |

### Élection municipale de 1989
| Tête de liste  | Tête de liste        | Liste          | Premier tour | Premier tour | Second tour | Second tour | Sièges | Sièges |
| Tête de liste  | Tête de liste        | Liste          | Voix         | %            | Voix        | %           | CM     |        |
| -------------- | -------------------- | -------------- | ------------ | ------------ | ----------- | ----------- | ------ | ------ |
|                | Émile Olivier        | DVG            | 1 206        | 27,57        | 1 463       | 32,99       | 5      |        |
|                | Lucien Ginot         | PS             | 1 057        | 24,17        | 1 475       | 33,26       | 20     |        |
|                | Raphaël Fabre        | DVG            | 702          | 16,06        | 664         | 14,97       | 2      |        |
|                | Gabriel Bossy        | DVD            | 580          | 13,26        | 833         | 18,78       | 2      |        |
|                | Jacques de Lanversin | DVD            | 477          | 10,90        |             |             |        |        |
|                | Emilien Bonal        | FN             | 351          | 8,02         |             |             |        |        |
|                |                      |                |              |              |             |             |        |        |
| Inscrits       | Inscrits             | Inscrits       | 5 538        | 100,00       | 5 538       | 100,00      |        |        |
| Abstentions    | Abstentions          | Abstentions    | 1 056        | 19,07        | 986         | 17,80       |        |        |
| Votants        | Votants              | Votants        | 4 482        | 80,93        | 4 552       | 82,20       |        |        |
| Blancs et nuls | Blancs et nuls       | Blancs et nuls | 109          | 1,97         | 117         | 2,11        |        |        |
| Exprimés       | Exprimés             | Exprimés       | 4 373        | 78,96        | 4 435       | 80,08       |        |        |

### Élection municipale de 1983
|                          | Émile Olivier* | PS             | 1 826 | 55,48  | 23 |  |  |  |
|                          | Joseph Perrier | DVD            | 1 465 | 44,52  | 6  |  |  |  |
|                          |                |                |       |        |    |  |  |  |
| Inscrits                 | Inscrits       | Inscrits       | 3 925 | 100,00 |    |  |  |  |
| Abstentions              | Abstentions    | Abstentions    | 513   | 13,07  |    |  |  |  |
| Votants                  | Votants        | Votants        | 3 412 | 86,93  |    |  |  |  |
| Blancs et nuls           | Blancs et nuls | Blancs et nuls | 121   | 3,08   |    |  |  |  |
| Exprimés                 | Exprimés       | Exprimés       | 3 291 | 83,85  |    |  |  |  |
| * liste du maire sortant |                |                |       |        |    |  |  |  |